# Толстиково (Краснохолмский район)
То́лстиково— деревня в Краснохолмском районе Тверской области. Относится к Утеховскому сельскому поселению. До 2006 года центр Толстиковского сельского округа.
Находится в 6 км к северо-востоку от районного центра города Красный Холм на правом берегу реки Ремяска.
Население по переписи 2002 года — 68 человек (33 мужчины, 35 женщин).

## История
В Списке населенных мест Весьегонского уезда 1859 года значится казённая деревня Толстиково, 23 двора, 136 жителей.
По данным 1889 года: Поповская волость, Лаптевский приход, деревня Толстиково — 35 дворов, 183 жителя.
В 1919 году Толстиково (48 дворов) в Поповской волости Краснохолмского уезда. В конце 1930-х годов деревня в Утеховском сельсовете Краснохолмского района Калининской области.
С 1979 года Толстиково — центр одноимённого сельсовета.
В 1997 году — 32 хозяйства, 97 жителей. Центральная усадьба совхоза «Краснохолмский», неполная средняя школа, ДК, библиотека, медпункт, магазин.